# Exmoor

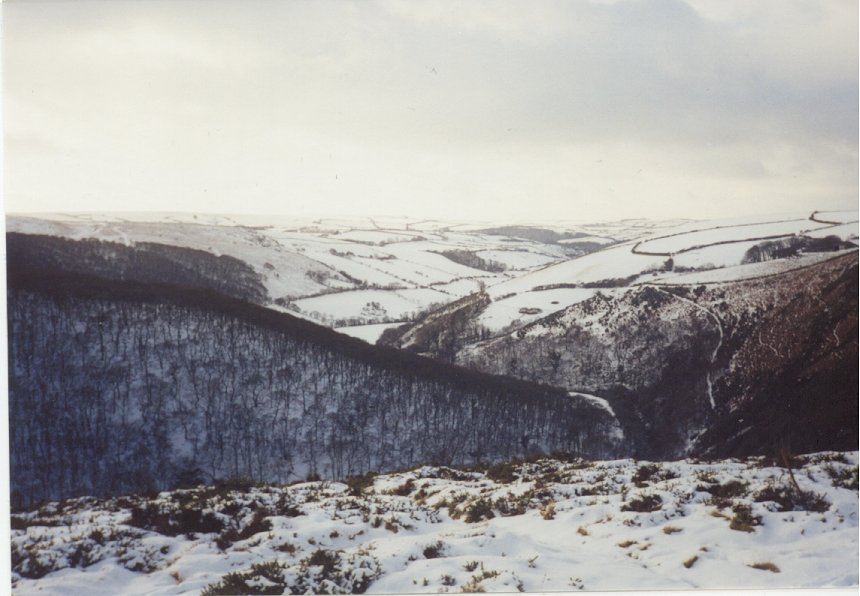
Exmoor zimą

Exmoor – kopulaste wzgórza w północnej części Półwyspu Kornwalijskiego, na pograniczu hrabstw Devon i Somerset w Anglii (Wielka Brytania). Wysokość maksymalna do 519 m (Dunkery Beacon). Roślinność występuje głównie w formie wrzosowisk i torfowisk. Jest to rejon hodowli owiec i bydła, a także kuców (kuc Exmoor), również rejon turystyczny. W 1954 na obszarze Exmoor powstał Park Narodowy Exmoor.